# Ascotaiwania pallida
Ascotaiwania pallida är en svampart som beskrevs av K.D. Hyde & Goh 1999. Ascotaiwania pallida ingår i släktet Ascotaiwania, ordningen Sordariales, klassen Sordariomycetes, divisionen sporsäcksvampar och riket svampar.   Inga underarter finns listade i Catalogue of Life.